# Geloux
Geloux (okzitanisch: Gelós) ist eine französische Gemeinde mit 708 Einwohnern (Stand: 1. Januar 2022) im Département Landes in der Region Nouvelle-Aquitaine. Sie gehört zum Arrondissement Mont-de-Marsan und zum Kanton Mont-de-Marsan-1.

## Geographie
Geloux liegt etwa 14 Kilometer nordwestlich des Stadtzentrums von Mont-de-Marsan. Umgeben wird Geloux von den Nachbargemeinden Garein im Norden, Cère im Osten, Saint-Martin-d’Oney im Süden sowie Ygos-Saint-Saturnin im Westen.

## Bevölkerungsentwicklung
| Jahr                       | 1962 | 1968 | 1975 | 1982 | 1990 | 1999 | 2006 | 2017 |
| Einwohner                  | 484  | 420  | 421  | 421  | 459  | 511  | 655  | 704  |
| Quellen: Cassini und INSEE |      |      |      |      |      |      |      |      |

## Sehenswürdigkeiten
- Kirche Saint-Médard, seit 1968 Monument historique

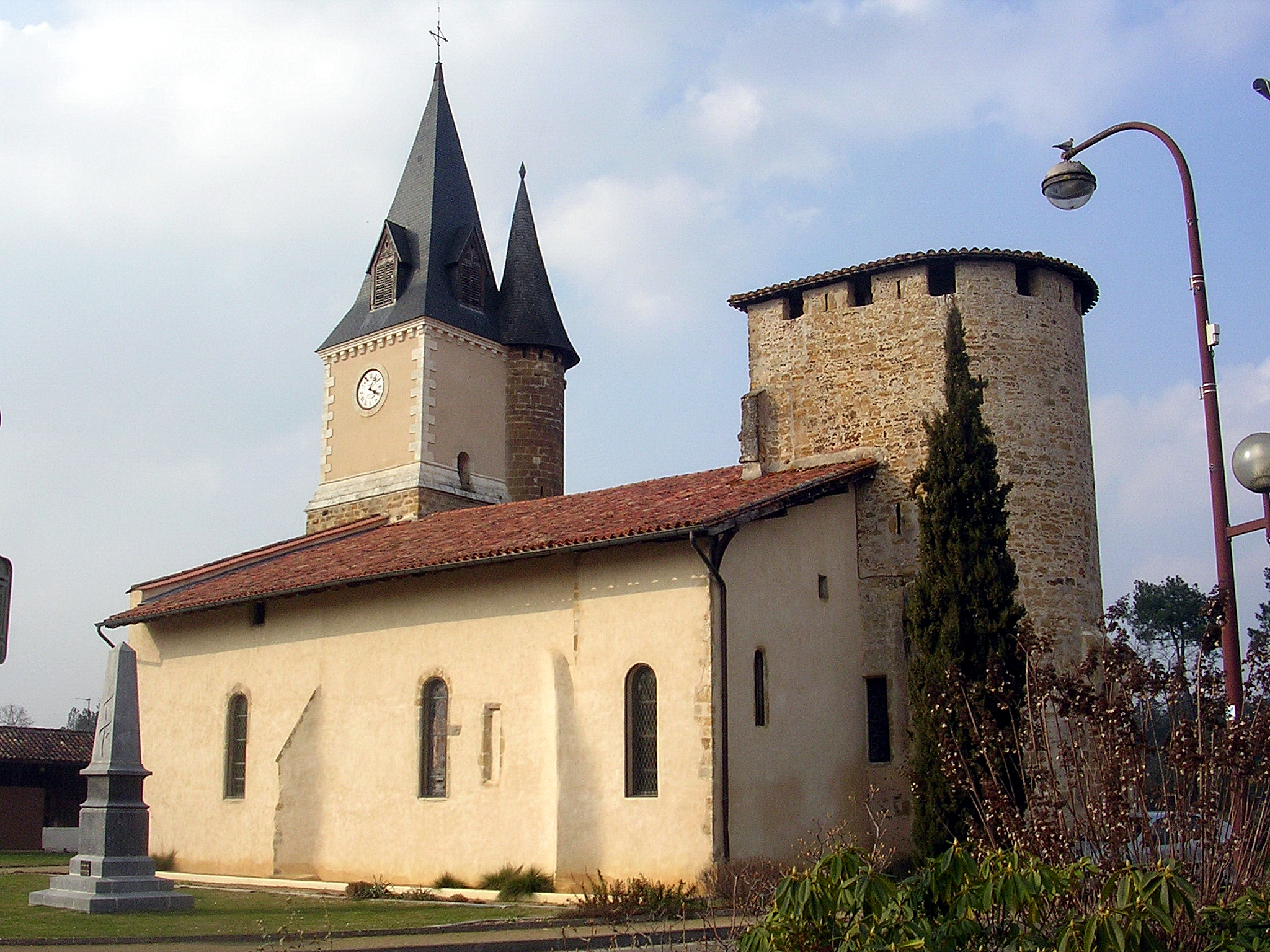
Kirche Saint-Médard

## Gemeindepartnerschaft
Mit der spanischen Gemeinde Luesia in der Provinz Saragossa (Aragonien) besteht seit 1996 eine Partnerschaft.